# هوهانس چکیجیان
هُوْهانِس هاروتیونی چکیجیان (ارمنی: Հովհաննես Հարությունի Չեքիջյան انگلیسی: Hovhannes Chekijyan؛ زادهٔ ۲۳ دسامبر ۱۹۲۸) رهبر، کارگردان هنری و آهنگساز اهل ارمنستان است. از تاریخ ۱۹۷۹ تا تاریخ ۱۹۸۴ سمت نمایندگی دوره دهم شورای عالی اتحاد شوروی را برعهده داشت.

## زندگی‌نامه
وی در ۲۳ دسامبر ۱۹۲۸ در استانبول به دنیا آمد . وی همچنین برندهٔ جوایزی همچون چهره هنری شایسته ارمنستان شوروی، جایزه دولتی اتحاد شوروی، نشان افتخار مسروپ ماشتوتس مقدس (۲۰۱۰)، جایزه هنرمند مردمی اتحاد جماهیر شوروی (۱۹۷۸)، مدال طلای وزارت فرهنگ جمهوری ارمنستان، قهرمان ملی ارمنستان (۲۰۱۷) و مدال موسس خورناتسی (۱۹۹۷) شده است.
- هنرمند مردمی ارمنستان شوروی، ۱۹۶۷
- ՀԽՍՀ պետական մրցանակ, ۱۹۷۰
- ԽՍՀՄ պետական մրցանակ, ۱۹۷۵
- ԽՍՀՄ «Ժողովուրդների բարեկամություն» շքանշան, ۱۹۸۰
- Մեծի Տանն Կիլիկիո կաթողիկոսության «Մեսրոպ Մաշտոց» մեդալ, ۱۹۹۲
- Հայ եկեղեցու «Սուրբ Սահակ-Սուրբ Մեսրոպ» մեդալների, ۱۹۹۹
- Համաշխարհային հայկական կոնգրեսի «Ոսկե խաչ» , ۲۰۰۹
- Մաղաքիա Պատրիարք Օրմանյանի անվան ոսկե շքանշան
- «Հայրենիքին մատուցած ծառայությունների համար» ۱-ին աստիճանի շքանշան, ۲۰۱۷